# X Development
X Development LLC, podnikající jako X (dříve Google X), je americké polotajné výzkumné a vývojové zařízení a organizace založená společností Google v lednu 2010. X má své sídlo asi půldruhé míle od Googleplex, sídla společnosti Alphabet v Mountain View v Kalifornii.
Posláním X je vymýšlet a spouštět technologie označované jako „moonshot“. Jejich cílem je učinit svět radikálně lepším místem. X definovala moonshot jako průsečík velkého problému, radikálního řešení a průlomové technologie. Laboratoř začínala vývojem samořídícího auta Google.

## Dokončené projekty

### Glass
Project Glass byl výzkumný a vývojový program společnosti Google zaměřený na vývoj náhlavního displeje (HMD) nebo průhledového displeje (HUD) s rozšířenou realitou. Google Glass ukončil výrobu k 15. březnu 2023.

### Waymo
Waymo byl projekt Google, který zahrnoval vývoj technologie pro auta bez řidiče. V prosinci 2016 společnost Google převedla projekt do nové společnosti s názvem Waymo, která spadá pod mateřskou společnost Google Alphabet. Projekt vedl inženýr Google Sebastian Thrun, ředitel Stanford Artificial Intelligence Laboratory a spoluvynálezce Google Street View.

### Loon
Project Loon byl projekt společnosti X, jehož cílem bylo umožnit přístup k internetu všem vytvořením internetové sítě balónů létajících do stratosféry. V červenci 2018 Loon vystoupil z X a stal se dceřinou společností Alphabet. V lednu 2021 bylo oznámeno, že společnost bude zrušena.

### Wing
Project Wing byl projekt společnosti X, jehož cílem bylo rychle dodávat produkty po městě pomocí létajících vozidel, podobně jako koncept Amazonu Prime Air. V roce 2014 byl již běžící projekt představen veřejnosti a zároveň byl vyčleněn do samostatné společnosti Wing. Bylo však zjištěno, že shození nákladu nebo přistání není proveditelné, protože by byla ohrožena bezpečnost uživatelů.

### Malta
Projekt Malta byla zahájen v červenci 2017 s cílem vyvinout systémy skladování energie z obnovitelných zdrojů s využitím nádrží s roztavenou solí. Malta Inc. odešla z X v prosinci 2018 s plány na vývoj rozsáhlého testu technologie pro budoucí komerční aplikace. 

### Dandelion
Z projektu Dandelion vznikla společnost, která nespadá pod Alphabet. Jejím cílem je prodávat geotermální energetické systémy spotřebitelům.

### Mineral
V lednu 2023 bylo oznámeno, že se od X oddělila nová společnost s názvem Mineral. Tým pracoval více než 5 let na senzorech, datech a strojovém učení pro globální škálování udržitelného zemědělství. 